# Screensport
Screensport (niem. Sportkanal, hol. Sportnet, fr. TV Sport) - paneuropejski kanał sportowy, założony w 1987 roku przez brytyjską firmę WH Smith. Siedziba kanału znajdowała się w Londynie. Początkowo funkcjonowała jedynie jego angielska wersja językowa pod nazwą Screensport, z czasem powstały również wersje: niemiecka (Sportkanal), holenderska (Sportnet) i francuska (TV Sport).
Screensport transmitował różne dyscypliny sportowe. Pokazywał (w tym na żywo) m.in. rozgrywki północnoamerykańskich lig zawodowych NBA (koszykówka), NHL (hokej na lodzie) i NFL (football amerykański), a także golf (European PGA Tour, US PGA Tour), sporty motorowe (IndyCar, NASCAR, Rallycross), piłkarską ligę argentyńską (cykl programów Argentina Football), snooker (mistrzostwa świata), boks zawodowy, tenis (Wimbledon), kolarski wyścig Vuelta a España itp.
W dniu 1 marca 1993 roku stacja Screensport połączyła się ze stacją Eurosport i przestała istnieć jako samodzielny kanał sportowy.